# Abbazia di Lilienfeld
L'abbazia di Lilienfeld è un monastero cistercense che apparteneva alla diocesi di Passavia, mentre oggi a quella di Sankt Pölten, situata a Lilienfeld in Bassa Austria. 

## Storia

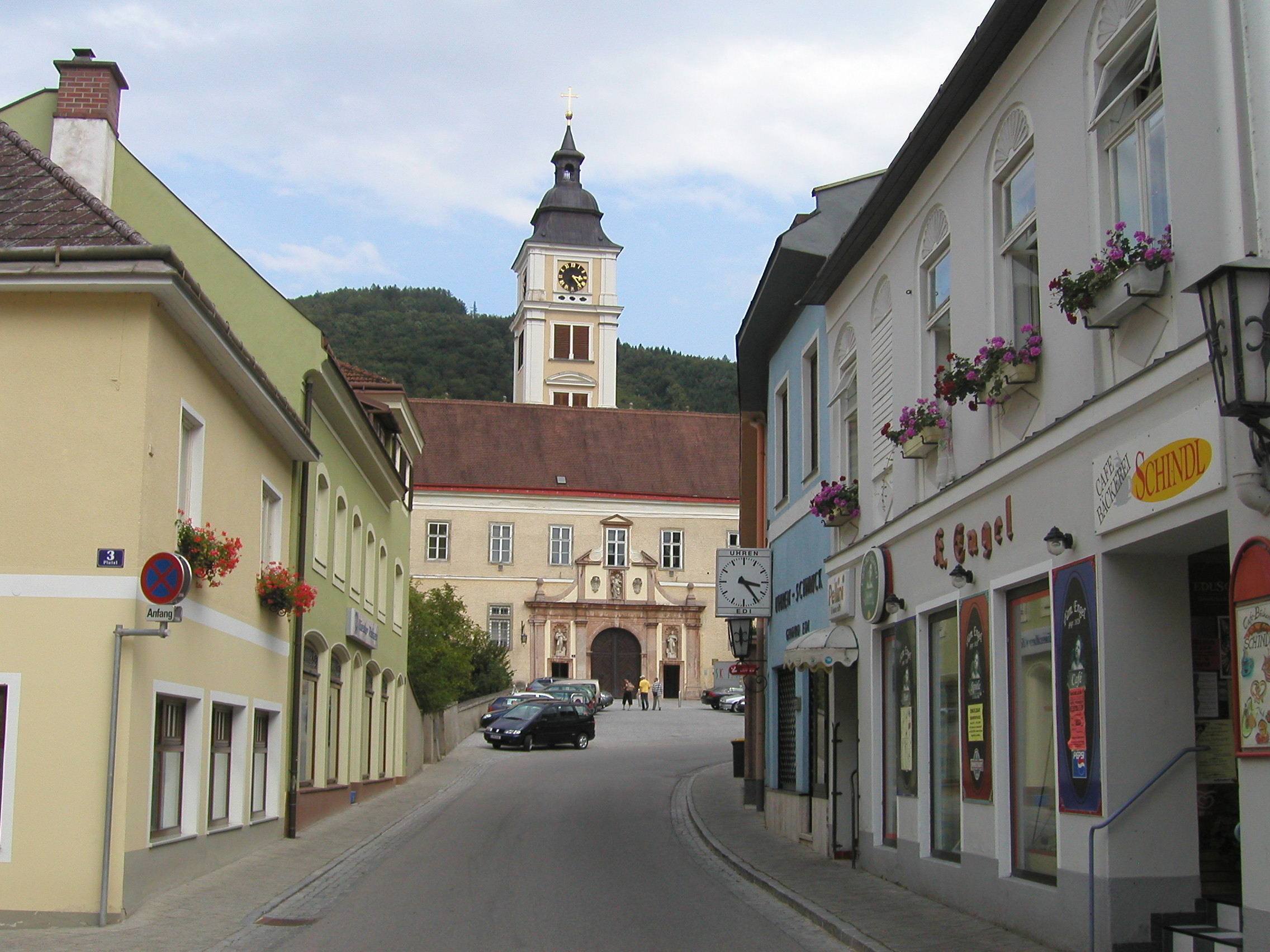
Esterno dell'Abbazia

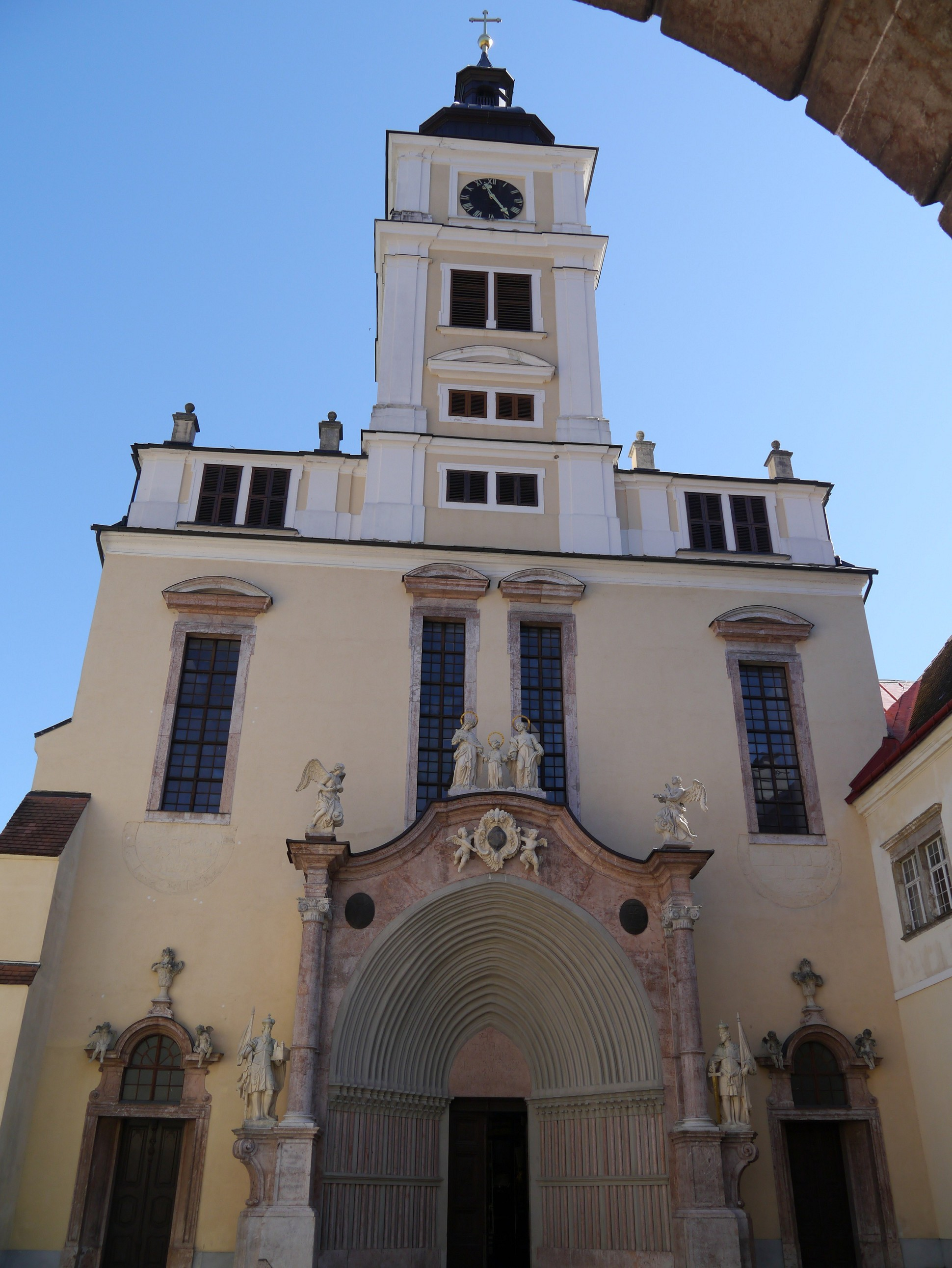
Facciata della chiesa abbaziale

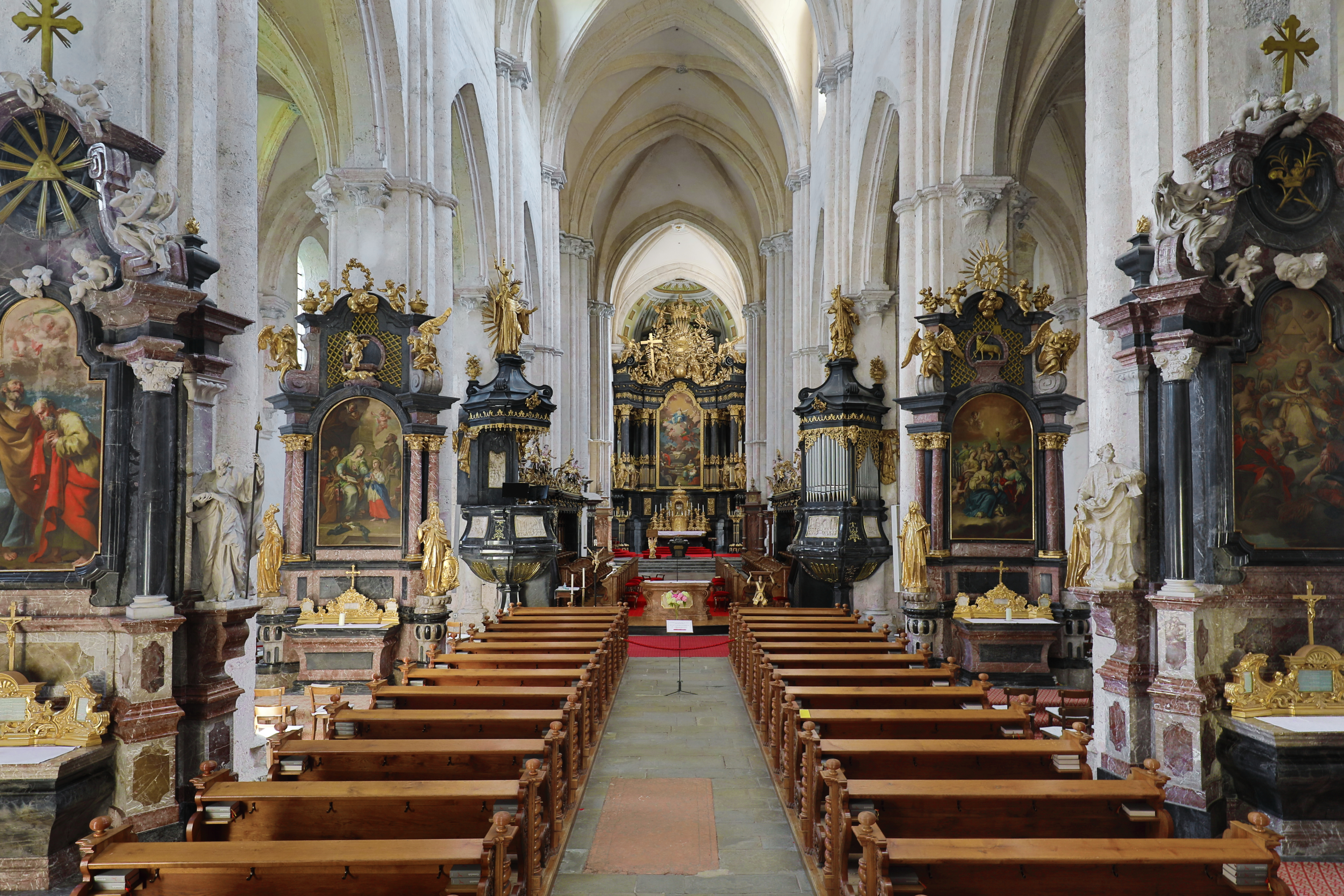
Interno della chiesa abbaziale

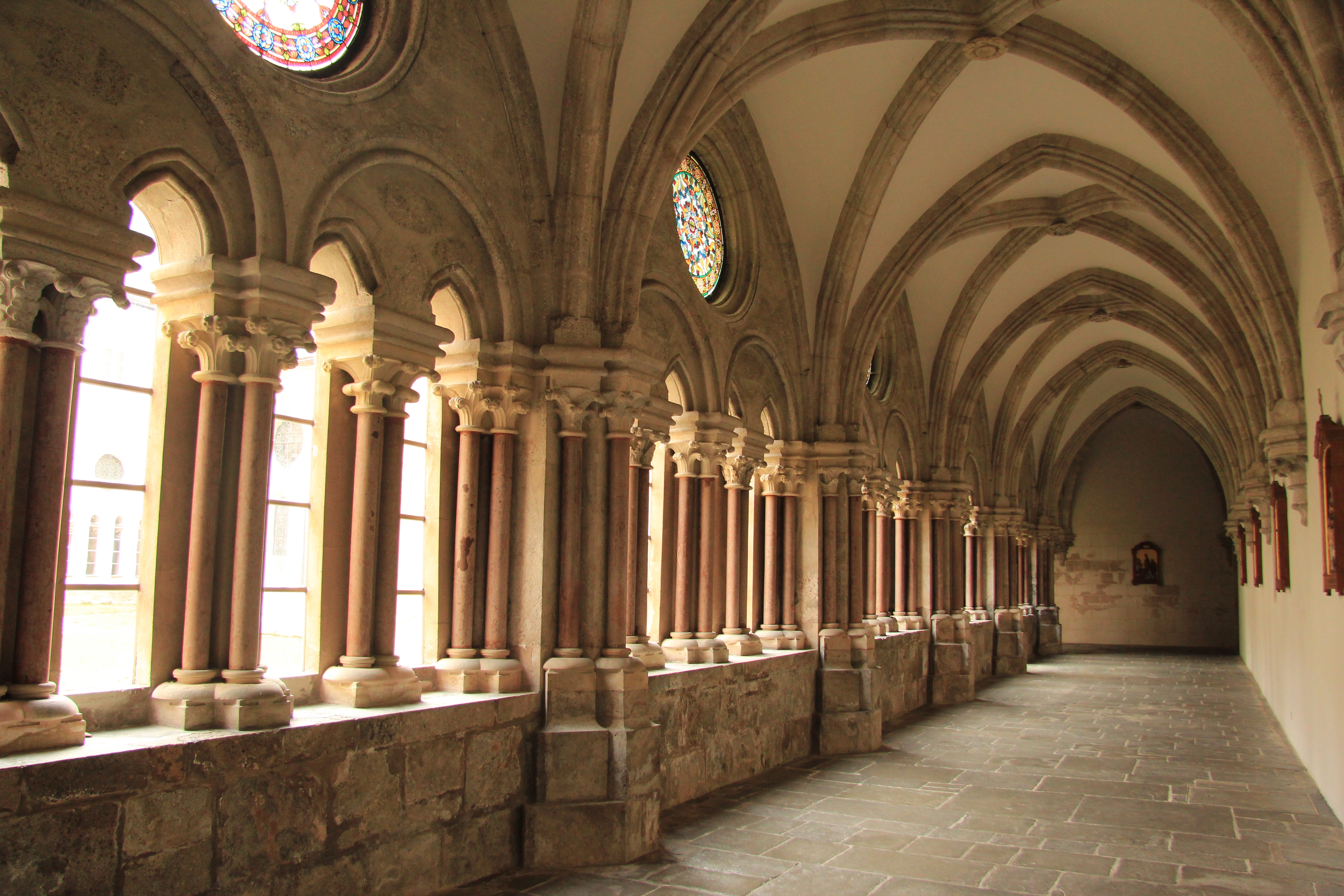
Chiostro

Fu fondata nel 1202 da Leopoldo VI, duca d'Austria e Stiria, come monastero figlia dell'abbazia di Heiligenkreuz. I successivi abati agirono come consiglieri dei sovrani austriaci e l'abbazia divenne ricca grazie a questa preziosa relazione. L'abate Matthäus III Kolweiß (1650–1695) trasformò il monastero in una fortezza durante l'avanzata turca contro Vienna nel 1683, installando un presidio e dando rifugio a un gran numero di fuggitivi. Nel XVII secolo gli edifici medievali furono ampliati con aggiunte barocche. 
Nella prima metà del XVIII secolo anche gli interni e gli arredi della torre, della biblioteca e della chiesa furono ristrutturati in stile barocco. L'abbazia fu soppressa dall'imperatore Giuseppe II nel 1789, ma sebbene la biblioteca, gli archivi e gli oggetti di valore portatili furono rimossi, alla morte di Giuseppe II fu riaperta dall'imperatore Leopoldo II già nel 1790. Nel 1810 gran parte dell'abbazia fu distrutta nel un incendio, ma fu ricostruito sotto l'abate Giovanni Ladislao Pyrker che in seguito divenne patriarca di Venezia (1820-1826) e alla fine arcivescovo di Eger. Nel 1976 papa Paolo VI dichiarò la chiesa abbaziale di Lilienfeld "basilica minore". La comunità appartiene ai cistercensi dell'osservanza comune e fa parte della congregazione austriaca.
Come parte della sua dotazione, il duca Leopoldo VI, duca d'Austria, concesse alle terre dell'abbazia nei pressi di Pfaffstätten, tra Baden e Gumpoldskirchen, su cui i monaci eressero una tenuta murata (nota come "fattoria monastica"). Questa tenuta, il Lilienfelderhof, che comprende una chiesa gotica, una casa padronale e numerosi altri edifici, è stata acquisita nel 2006 dalla Kartause Gaming Private Foundation tramite un contratto di locazione di 99 anni. La proprietà e i suoi vigneti sono attualmente in fase di restauro e rivitalizzazione.

## Elenco degli abati
- Okerus (1206?–1212?)
- Gebhard (1212?–1227?)
- Otto I. (1227?–1233?)
- Berthold I. (1233?–1272?)
- Herwich (1272?–1275?)
- Paul I. (1275?–1277?)
- Konrad I. (1277?–1281?)
- Georg I. (1281)
- Ludwig (1281)
- Weichard (1281–1285?)
- Konrad II. Preminger (1285?–1293?)
- Albert (1293?–1302?)
- Paul II. (1302?–1316)
- Ottokar (1316–1336)
- Leopold (1336?–1342)
- Otto II. (1342?–1345)
- Ulrich von Lilienfeld (1345–1351)
- Gerlach (1352?–1358)
- Christian (1358?–1360)
- Stephan I. (1360?–1398)
- Konrad III. (1398–1407?)
- Martin I. (1408–1410)
- Johannes I. von Langheim (1410–1412)
- Georg II. Oeder (1412–1426)
- Nikolaus (1426–1428)
- Stephan II. (1428–1443)
- Petrus II. Krotenthaler (1443–1472)
- Jakob (1472–1474)
- Paul III. (1474–1485)
- Georg III. (1485–1491?)
- Sigismund I. Dorner (1491?–1497)
- Thomas (1497–1499)
- Gregor (1499–1502)
- Oswald (1502–1511?)
- Wolfgang Edelbauer (1511–1539)
- Laurentius I. (1539–1541)
- Simon I. (1541?–1542)
- Sebastian Rottaler (1542–1543)
- Matthäus I. Beringer (1543–1548)
- Georg IV. Reichard (1548–1556)
- Johannes II. Mirl (1556–1560)
- Matthäus II. (1560–1566)
- Georg V. Premberger (1568–1587)
- Laurentius II. Reiß (1587–1601)
- Petrus II. Rauch (1602–1606)
- Simon II. Rupert (1607–1622)
- Ignatius I. Krafft (1622–1638)
- Cornelius Strauch (1638–1650)
- Matthäus III. Kolweiß (1650–1695)
- Sigismund II. Braun (1695–1716)
- Chrysostomus Wieser (1716–1747)
- Dominik Peckenstorfer (1747–1786)
- Maximilian Stadler (1786–1789)
- Ignatius II. Schwingenschlögl (1790–1804)
- Josef Markl (1804–1811)
- Giovanni Ladislao Pyrker (1812–1819)
- Malachias Schmeger (1819–1825)
- Ambros Becziczka (1825–1861)
- Alberich Heidmann (1862–1898)
- Justin Panschab (1898–1930)
- Theobald Wrba (1931–1943)
- Martin II. Matschik (1943–1958)
- Friedrich Pfennigbauer (1958–1968)
- Norbert Mussbacher (1968–1993)
- Matthäus IV. Nimmervoll (1993–2019)
- Pius Martin Maurer (dal 2019)